# L'Observateur français
Pour les articles homonymes, voir L'Observateur.
L'Observateur français est un journal quotidien catholique français, publié à Paris entre 1887 et 1895.

## Histoire
Le premier numéro de L'Observateur français paraît le 6 mai 1887. Ce nouveau journal politique du soir est dirigé par Joseph Denais, qui a démissionné quelques semaines plus tôt de son poste de directeur et rédacteur en chef de La Défense, auquel il a été remplacé par Jules Auffray. Parmi les fondateurs et inspirateurs du nouveau quotidien, on trouve notamment Mgr Thomas, archevêque de Rouen, et Mgr Turinaz, évêque de Nancy.
Relais des idées du pape Léon XIII, L'Observateur français adopte la ligne éditoriale du Moniteur de Rome et, surtout, de l'organe officiel de la papauté, L'Osservatore Romano, qui a inspiré son titre.  Denais annonce que le journal s'inscrit dans le sillage de l'encyclique Immortale Dei et se place au-dessus des querelles de partis, c'est-à-dire en situation d'indépendance par rapport au royalisme d'une part importante de la presse catholique française. Selon Henri des Houx, L'Observateur aurait été fondé pour « tuer L'Univers » d'Eugène Veuillot.
Au début du mois de mai 1888, le journal change de mains. Denais est alors remplacé par Denis Guibert au poste de directeur et rédacteur en chef du quotidien.
Fidèle à sa ligne de conduite, L'Observateur français défend l'encyclique Au milieu des sollicitudes et, par conséquent, la politique de ralliement des catholiques à la République. En 1893, il répond favorablement aux efforts de conciliation manifestés par les républicains modérés et qui sera qualifiée, l'année suivante, d'« esprit nouveau ». Un article intitulé « Désarmement », publié le 15 juin 1893, affirme ainsi que « la lutte est finie » avec les républicains. Cette déclaration est approuvée par le pape par l'entremise de son secrétaire d'État, le cardinal Rampolla.
Le dernier numéro du quotidien paraît le 6 mai 1895.
Le 25 décembre suivant, L'Observateur français est ressuscité sous la forme d'un hebdomadaire dirigé par Charles Deleau, avec Yvanhoé Rambosson (d) pour rédacteur en chef. Le titre est ensuite repris en 1902 par l'abbé Pierre Dabry (d), pour un nouvel hebdomadaire qui n'aura qu'une existence éphémère, avec seulement 35 numéros.

## Collaborateurs
- Frédéric Amouretti
- Daniel Auschitzky[8]
- Lucien Burlet (d)[8]
- Chassaigne de Néronde[8]
- Joseph Denais
- Charles Felgères (d)
- vicomte de Foucault[8]
- Georges Frémont[8]
- Denis Guibert
- Charles Maurras
- Marc du Tartre (« Mustel »)[8]
- Charles Waternau[8]